# Julia Obladen-Kauder
Julia Obladen-Kauder (* als Julia Obladen 1957 in Xanten) ist eine deutsche Archäologin, die sich in der Ur- und Frühgeschichte, der Provinzialrömischen und Mittelalterarchäologie sowie in der Unterwasserarchäologie Verdienste erworben hat. Ihre berufliche Karriere hängt eng mit der Außenstelle Xanten des LVR-Amtes für Bodendenkmalpflege im Rheinland zusammen, die sie 30 Jahre lang leitete.

## Leben und Leistungen
Julia Obladen-Kauder studierte von 1976 bis 1979 Geschichtswissenschaften, Klassische Archäologie und Ethnologie an der Universität Münster. Nach einem Studienaufenthalt 1979/80 in der Türkei setzte sie ihr Studium 1980 in Münster fort, nun jedoch mit Ur- und Frühgeschichte im Hauptfach. 1987 wurde sie dort mit der Arbeit Die Kleinfunde aus Ton, Knochen und Metall des Demircihüyük/Türkei promoviert. Im Anschluss an ihr Studium war sie als wissenschaftliche Volontärin des Referats für Mittelalterarchäologie des Westfälischen Museums für Archäologie/Amt für Bodendenkmalpflege in Münster beschäftigt. Es folgte 1990/91 eine Tätigkeit als Wissenschaftliche Mitarbeiterin am Gustav-Lübcke-Museum in Hamm.
1991 wechselte Obladen-Kauder zum Amt für Bodendenkmalpflege im Rheinland und übernahm die Leitung der Außenstelle Xanten. Hier war sie nicht nur für die archäologischen Forschungen in der Stadt Xanten verantwortlich, ihr Zuständigkeitsbereich geht darüber hinaus und schließt die Kreise Kleve, Wesel und Viersen sowie die kreisfreien Städte Mönchengladbach, Krefeld, Duisburg, Oberhausen, Mülheim an der Ruhr und Essen ein. Zudem vertrat sie als eine der sechs Vertreter das Bundesland Nordrhein-Westfalens im Verband der Landesarchäologen.
Als leitende Archäologin der Region beschäftigte sich Obladen-Kauder mit der gesamten Palette dort vorkommender archäologischer Kulturen und Epochen, von der Steinzeit bis zur Archäologie des 20. Jahrhunderts. Einen Schwerpunkt hatte sie jedoch in der Provinzialrömischen Archäologie, bei den niederrheinischen Kiesgruben und insbesondere bei der Unterwasserarchäologie. Seit 1993 gehörte sie der Kommission für Unterwasserarchäologie des Verbandes der Landesarchäologen an. Hier befasste sie sich insbesondere mit der Lastschifffahrt auf dem Rhein. Neben den Funden von Lastkähnen verschiedener Epochen war der Fund des merowingerzeitlichen Gräberfeldes in Weeze der bedeutendste Fund in ihrer Amtszeit, in der sie mehrere hundert Ausgrabungen begleitete. Nachdem Obladen-Kauder nach 30 Jahren als Amtsleiterin in den Ruhestand gegangen war, folgte ihr Marion Brüggler, ihre langjährige Stellvertreterin, nach. Von 2018 bis 2021 war sie als erste Frau Vorsitzende des Vereins für Heimatkunde in Krefeld, ihr folgte Jürgen Schram. Nach dem Vorsitz übernahm sie die Schriftleitung der Vereinszeitung Die Heimat.

## Publikationen (Auswahl)
- Die Kleinfunde (= Demircihüyük. Band 4). Philipp von Zabern, Mainz 1996, ISBN 3-8053-1727-1.
- Spurensuche in Xanten (= Führer zu archäologischen Denkmälern im Rheinland. Band 3). Rheinischer Verein für Denkmalpflege und Landschaftsschutz, Köln 2005, ISBN 3-88094-927-1.
- Unterwasserarchäologie – kulturelles Erbe unter Wasser (= Faltblattreihe des Deutschen Nationalkomitees für Denkmalschutz. Blatt 17). Deutsches Nationalkomitee für Denkmalschutz, Bonn 2011.
- Herausgeberin mit Marion Brüggler und Harry van Enckevort: Town-country relations in the Northern parts of Germania inferior from an economic perspective. 19th International Congress of Classical Archaeology, Cologne/Bonn, 22-26 May 2018. Session 8/The Role of the City. Panel 8.9 (= Proceedings of the 19th International Congress of Classical Archaeology. Band 46). Propylaeum, Heidelberg 2020, ISBN 978-3-948465-87-2, doi:10.11588/propylaeum.727.